# Џорџ Хамилтон (глумац)
Џорџ Стивенс Хамилтон (енгл. George Stevens Hamilton; Мемфис, Тенеси, 12. август 1939) је амерички глумац.